# 劉能紀
劉能紀（？—？）湖南省寶慶府新寧縣人，清末官员。

## 生平
劉能紀为原清朝两江总督刘坤一之侄子，也是嗣子。光绪二十八年十一月，“候选道刘能纪、加恩著以四品京堂候补。”光緒三十二年，劉能紀袭一等男爵。后来，曾任散秩大臣、农工商部丞参上行走。宣统年间，任资政院钦选议员。